# Boxe nos Jogos Sul-Asiáticos de 2006
As competições de boxe nos Jogos Sul-Asiáticos de 2006 ocorreram entre 19 e 22 de agosto. Onze categorias foram disputadas.

## Calendário
| Agosto | 14 | 16 | 17 | 18 | 19 | 20 | 21 | 22 | 23 | 24 | 25 | 26 | 27 | 28 | Finais |
| ------ | -- | -- | -- | -- | -- | -- | -- | -- | -- | -- | -- | -- | -- | -- | ------ |
| Boxe   |    |    |    |    |    |    |    | 11 |    |    |    |    |    |    | 11     |

## Quadro de medalhas
| Ordem | País        | Medalha de ouro | Medalha de prata | Medalha de bronze |    |
| ----- | ----------- | --------------- | ---------------- | ----------------- | -- |
| 1     | Paquistão   | 7               | 3                |                   | 10 |
| 2     | Índia       | 4               | 4                | 1                 | 9  |
| 3     | Sri Lanka   |                 | 2                | 6                 | 8  |
| 4     | Nepal       |                 | 1                | 4                 | 5  |
| 5     | Afeganistão |                 | 1                | 2                 | 3  |
| 6     | Butão       |                 |                  | 4                 | 4  |
| 7     | Bangladesh  |                 |                  | 3                 | 3  |
| TOTAL | TOTAL       | 11              | 11               | 20                | 42 |

## Medalhistas
| Evento                  | Ouro                              | Prata                                    | Bronze                                                                   |
| Peso mosca-ligeiro      | PAK Paquistão Muhammad Nisar Khan | IND Índia Sanjay Kisan Kolte             | BHU Butão Lobzang SRI Sri Lanka T M Chaminda Tennakoon                   |
| Peso Mosca              | PAK Paquistão Nauman Karim        | SRI Sri Lanka T B Harsha Kumara          | IND Índia Hari Krishan Belwal AFG Afeganistão Mohammed Dawood Mohammade  |
| Peso Galo               | IND Índia Akhil Kumar             | PAK Paquistão Abib Ali Baloch            | BAN Bangladesh Mahamud Ali Mithu NEP Nepal Mahesh Rijal                  |
| Peso Pena               | PAK Paquistão Mehrullah Lasi      | IND Índia Anthresh Lalit Lakra           | BHU Butão Girchungla NEP Nepal Purna Lama                                |
| Peso Leve               | PAK Paquistão Syed Asghar Ali     | IND Índia Jai Bhawan                     | SRI Sri Lanka R G Gihan Weligalla BAN Bangladesh Abdur Rahim             |
| Peso Meio-médio-ligeiro | PAK Paquistão Faisal Karim        | NEP Nepal Sushil Ghimire                 | BHU Butão Nawang Lodey PAK Paquistão Omar Ali                            |
| Peso Meio-médio         | PAK Paquistão Dur Muhammad        | SRI Sri Lanka W M Samantha Indika Kumara | NEP Nepal Anil Gurung AFG Afeganistão Manqoosh Nasimi                    |
| Peso Médio              | IND Índia Vijender                | PAK Paquistão Allah Bux                  | SRI Sri Lanka P R D Anuruddha Fernando BHU Butão Phurba Wangdi           |
| Peso Meio-pesado        | IND Índia Dinesh Kumar            | AFG Afeganistão Muhammad Qadir Sultani   | SRI Sri Lanka L Prassanna Sandaruwan Weeratunga NEP Nepal Bikash Pariyar |
| Peso Pesado             | IND Índia Harpreet Singh          | PAK Paquistão Tanveer Shaukat            | SRI Sri Lanka D Rasika Priyanga Dissanayake                              |
| Peso Superpesado        | PAK Paquistão Mirwize Khan        | IND Índia Varghese Johnson               | SRI Sri Lanka Hansar Mohamed Ismail                                      |